# خطوط نوتو
نوتو هي مجموعة خطوط مصممة لتغطي جميع حروف اليونيكود المعيارية، وتهدف إلى تحقيق الانسجام البصري بين عدة لغات. خطوط نوتو مشتقة من خطوط درويد ومدعومة من جوجل. وتصدر تحت رخصة أباتشي 2.0.
في يوليو 2014 تم توفير 96 خط للتحميل، وحالياً وصل عددها إلى 98 خط.

## دعم يونيكود
مازالت مجموعة الخطوط تحت التطوير وهي ضمن خطة لتوفير دعم كامل ليونيكود 6.2 تدريجياً.

## وصلات خارجية
- Noto - Google Code
- Noto fonts download